# Louis Eugène Joseph Cuvellier
Pour les articles homonymes, voir Cuvellier.
Louis Eugène Joseph Cuvellier, né à Cherbourg le 6 décembre 1846 et mort au combat à Chũ au Tonkin le 10 octobre 1884, est un sculpteur français.

## Biographie
Fils d'un médecin-major de l'armée, Louis Cuvellier entre en 1866 à l'École spéciale militaire en 1866 puis en 1870 à l'École d'État-major d'où il sort avec le grade de lieutenant avant d'être promu capitaine en 1874. Cité à l'ordre du 1er corps d'armée de Versailles en juin 1871 au moment de l'entrée des troupes dans la Commune de Paris, il est nommé au grade de chevalier dans l'ordre national de la Légion d'honneur en novembre 1872.
Parallèlement à ses fonctions d'officier d'état-major, il se forme à la sculpture et devient l'élève de Victor Huguenin et de Jean-Baptiste Carpeaux. Il débute au Salon de 1872 et expose pour la dernière fois en 1883. À cette époque, il demeurait à Paris, 89, rue Saint-Dominique, après avoir séjourné pendant quelques années à Lyon.
Commandant de compagnie au 23e régiment d'infanterie de ligne pendant la guerre franco-chinoise (1884-1885), il est tué lors de la prise du camp retranché de Chũ en octobre 1884. Il avait alors 37 ans.

## Distinction
- Chevalier de la Légion d'honneur au titre du ministère de la Guerre (décret du 20 novembre 1872)[5].

## Œuvres exposées auSalon des artistes français
Salon de 1872
- Portrait du docteur Cuvellier, médecin inspecteur de l'armée[6], médaillon en marbre (n° 1629)[7].

Salon de 1873
- Portrait de Mme V...[8], buste en plâtre (n° 1600)[9].

Salon de 1875
- Portrait de M. Daustel, buste en marbre (n° 2994)[10].

Salon de 1876
- Portrait du colonel d'Aubigny, buste en plâtre teinté (n° 3184) ;
- Portrait de M. G. d'A..., buste en plâtre teinté (n° 3185)[11].

Salon de 1877
- Portrait de l'auteur, buste en plâtre teinté (n° 3686)[12].

Salon de 1880
- Portrait du général Vilmette, buste en plâtre (n° 6235)[13].

Salon de 1881
- Portrait, buste en plâtre (n° 3774)[14].

Salon de 1883
- Portrait, buste en plâtre (n° 3513)[15].